# Præstø
Præstø est une ville et ancienne municipalité (en danois : kommune) appartenant à la municipalité de Vordingborg, située sur la côte est de l'île de Sjælland (Zélande), au Danemark.
L'ancienne municipalité de Præstø comprenait les îles de Maderne, Storeholm et Lilleholm, toutes dans le fjord de Præstø, couvrait une superficie de 107 km2 et comptait une population totale de 7 608 habitants (en 2005). Son dernier maire fut Ole Møller Madsen, membre du Venstre (Parti libéral).
Au 1er janvier 2015, sa population était de 3 821 personnes.